# 水産高等学校
水産高等学校（すいさんこうとうがっこう）とは、主に水産業についての専門教育を実施することで、将来の水産業に携わる人材の育成を目的とする高等学校である。
狭義には「水産に関する学科」（水産科）を中心に構成されている職業高等学校を指し、広義には「水産科」や「水産の課程（コース）」が設置されている高等学校全般を指す。狭義の場合には、学校の名称に「水産」の語が含まれていることが多い。また、海洋高等学校（かいようこうとうがっこう）へと改名した学校も少なくない。

## 概要
水産高等学校は、一般的に水産業の振興を目的とし、水産業に携わる人材を育成するための教育課程（カリキュラム）を有し、遠洋漁業、養殖漁業などの漁業のほか航海訓練などに関する教育が行われている。水産高等学校は多くが海に面している地域に設置される一方で、海が存在しない内陸県の群馬県・栃木県にも淡水漁業に関する教育を目的に設置されている。

### カリキュラムの変化
近年は、急速な技術革新や水産物の世界的需要の変化、持続可能な海洋利用などの水産業を取り巻く環境の変化によって、水産高校の教育課程は大きく変わりつつある。
例えば、漁船等の船舶工学や無線通信に関する科目を学んでいた機関科、無線通信科といった学科は、水産業以外の一般船舶、産業機関、移動体通信を学ぶ学科に変わりつつある。
また、海上レジャー等の海面の多様な利用を踏まえ、科目「マリンスポーツ」や科目「ダイビング」などで安全性の確保等の学びが拡充されている。
加えて、高まっている食品の安全性への配慮としては、科目「漁業」「資源増殖」「食品製造」「食品管理」において、危害分析・重要管理点方式（HACCPシステム）や食品トレーサビリティシステムに関する学習内容を充実させるを対応を行い、これまで以上に食品の安全への対応を図るカリキュラムとなっている。

## おもな設置学科
多くの水産高等学校で設置されている学科には、次のようなものがある。なお、「水産に関する学科」の詳細については「水産 (教科)#水産に関する学科」を参照。
- 水産科　海洋科　海洋総合科

漁業系
- 漁業科   航海科　海洋漁業科　海洋生産科

栽培系
- 水産増殖科　栽培漁業科　海洋資源科　海洋開発科

食品系
- 水産食品科　水産製造科　食品システム科　海洋科学科

機関系
- 機関工学科　海洋工学科　海洋技術科　航海工学科　マリン技術科

通信系
- 無線通信科　情報通信科　流通情報科

## 設置状況
「水産に関する学科」は、全ての水産高等学校及び海洋高等学校に設置されている。一方で一部の科目は、実習船等を必要とするため、普通高等学校や実業高等学校への設置は比較的少数である。
近年は、少子化の影響により、全国各地で高等学校統廃合の動きがみられる。主な例として、日本初の水産高等学校だった福井県立小浜水産高等学校は、2013年（平成25年）統合により福井県立若狭高等学校海洋科学科となった。小浜水産高は2015年（平成27年）閉校となったものの現在は、若狭高海洋キャンパスとして利用されている。

## 卒業生の進路
水産高等学校を卒業した後の主な進路には、水産学部、生物生産学部や水産系学科を有する各種大学などへの進学、地元企業の会社員や漁船の船員に就くほか、水産試験場への就職などがある。
また、機関・通信関係の専攻者は、水産高校に併設する専攻科や工業系の大学や専門学校へ進学して、無線通信士等の資格を得て、水産業以外の企業や海上自衛隊等の公務員へ就職する者もいる。